# Józef Kopeć (generał)
Józef Kopeć, przydomek rodowy: Kołodziński (ur. 15 maja 1762 w powiecie pińskim, zm. po styczniu 1833 w Łuszniewie) – polski oficer, zesłany na Syberię po klęsce insurekcji kościuszkowskiej. Etnograf, badacz Kamczatki, badacz substancji halucynogennych i pamiętnikarz.

## Młodość
Urodził się 15 maja 1762 (według innych źródeł w 1758) roku w powiecie pińskim. Pochodził z litewsko-ruskiego rodu herbu Lubicz. Pierwsze nauki pobierał w rodzinnym domu pod kierunkiem ojca. Około roku 1774 wstąpił do wojska. Od roku 1778 służył w 2 Brygadzie Kawalerii Narodowej Wojsk Wielkiego Księstwa Litewskiego pod komendą Jerzego Kołłątaja, początkowo jako szeregowy, potem kolejno: podoficer, towarzysz, namiestnik, chorąży i podporucznik.
W randze porucznika (awans w roku 1791) dowodził szwadronem kawalerii w wojnie polsko-rosyjskiej w 1792 roku. Wziął udział w bitwie pod Dubienką, Po przystąpieniu króla do Targowicy, Kopeć wraz ze swą jednostką został zmuszony do złożenia przysięgi na wierność Katarzynie II i wcielony do armii rosyjskiej w randze majora.

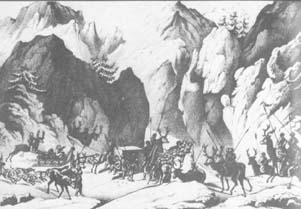
Spotkanie z Czukczami. Ilustracja do książki J. Kopcia „Dziennik Podróży...”

## Insurekcja kościuszkowska
Wewnątrz polskich jednostek wcielonych do armii carskiej dość szybko zawiązało się wiele spisków planujących zbrojne wystąpienie przeciw Rosji; Kopeć przystąpił do jednego z nich. Po wybuchu insurekcji kościuszkowskiej w 1794 roku, oddział (brygada) Kopcia wraz z kilkoma innymi szwadronami, które się do niego przyłączyły przedarł się spod Kijowa przez całą Ukrainę i linie rosyjskie, na Wołyń, by dołączyć do oddziałów Tadeusza Kościuszki. W ślad za nim podążyło kilkanaście tysięcy Polaków z innych jednostek rosyjskich. Za ten czyn Kopeć 8 maja 1794 został awansowany do stopnia wicebrygadiera (obecnie pułkownik). Wkrótce potem został mianowany brygadierem.
Kopeć brał udział w wielu bitwach, m.in. pod Chełmem, w obronie Warszawy i pod Maciejowicami. W ostatniej bitwie został ciężko ranny i wzięty do niewoli. Nagrodzony złotą obrączką Ojczyzna Obrońcy Swemu.

## Zesłanie
Kopeć został uwięziony w Kijowie, a następnie w klasztorze w Smoleńsku, a carskim ukazem z 20 czerwca 1795 roku skazany za dezercję na zesłanie z przymusowym osiedleniem na Kamczatce. Przez ponad dwa lata zesłania zajmował się m.in. kolekcjonowaniem i opisywaniem kultury ludów dalekiej północy. Spisał też zeznania naocznych świadków buntu i brawurowej ucieczki z Kamczatki Maurycego Augusta Beniowskiego. Ukazem cara Pawła I z 29 listopada 1796 roku, Kopeć został zwolniony z zesłania. Nie pozwolono mu jednak na osiedlanie się w żadnym z większych miast.

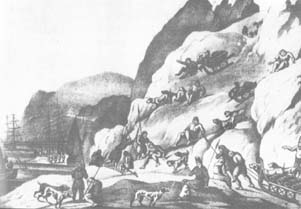
Powrót do portu w Ochocku. Ilustracja do książki J. Kopcia „Dziennik Podróży...”

## Dalsze lata
Po powrocie do Polski mieszkał jako rezydent w Puławach u Czartoryskich, następnie u Radziwiłłów w Nieświeżu i w Porycku u Tadeusza Czackiego. W końcu osiadł w rodzinnym majątku Luszniew na dzisiejszej Białorusi, gdzie założył rodzinę (ślub z Anielą Szmyderówną) i spłodził syna Józefa. Poświęcił się prowadzeniu majątku, pisaniu dzienników i działalności społecznej, m.in. w ramach lokalnej loży masońskiej.
Około 1817 roku car Aleksander I oficjalnie awansował go do stopnia generała kawalerii i nadał mu Luszniew na 50 lat. Zmarł w swym majątku w roku 1833 i został pochowany w miejscowej kaplicy.

## Twórczość
- Dziennik podróży... przez całą wzdłuż Azją, lotem od portu Ochocka, oceanem przez wyspy Kurylskie do niższej Kamczatki, a stamtąd na powrót do tegoż portu na psach i jeleniach, powst. 1810; fragm.: Obyczaje kamczackie, Gazeta Literacka 1821, nr 6; całość wyd. E. Raczyński, Wrocław 1837; wyd. następne: uzupełnione pt. Dziennik... brygadiera wojsk polskich, z rozmaitych not dorywczych sporządzony, Berlin 1863 (z własnoręcznymi rysunkami autora), stąd fragmenty przedr. Dziennik Literacki 1863, nr 47-52; Berlin 1868; pt. Dziennik podróży..., Chełmno 1865, Sybirskie Pamiętniki Polaków z Pobytu na Sybirze nr 2; Paryż (1867), Biblioteka Ludowa Polska (z przedmową A. Mickiewicza); pt. Niewola i ciekawe przygody jenerała polskiego... podług jego własnych pamiętników ułożone, Lwów 1893; Lwów 1894; Lwów 1906; fragm. w zbiorze: Sybir. Obrazy i wspomnienia, Warszawa 1916; najpełniejszy tekst pamiętników pt. Obyczaje kamczackie, 1821 – znajduje się w Bibliotece Czartoryskich, rękopis nr 2266; rękopis z początku XIX w. – w Archiwum Historycznym w Kijowie (zbiór 228, rejestr 1, nr 104); przekł. francuski (1839).
- Do rady wojennej w r. 1812 (podanie), z rękopisu Towarzystwa Przyjaciół Nauk w Wilnie wyd. H. Mościcki w przypisach do: A. Fredro: Trzy po trzy, Warszawa (1917), s. 222.